# Schizobopyrina gracilis
Schizobopyrina gracilis är en kräftdjursart som först beskrevs av Goverdhan Lal Chopra 1923.  Schizobopyrina gracilis ingår i släktet Schizobopyrina och familjen Bopyridae. Inga underarter finns listade i Catalogue of Life.